# Boutonne
Boutonne – rzeka we Francji, przepływająca przez tereny departamentów Deux-Sèvres oraz Charente, o długości 98,8 km. Stanowi prawy dopływ rzeki Charente.